# ダラーラ・F3 2025
ダラーラ・F3 2025（Dallara F3 2025）イタリアのレーシングカーコンストラクター、ダラーラが製作したフォーミュラカーである。2025年よりFIA F3選手権で使用されている。

## 概要
F3 2025は、2024年のFIA F3選手権最終戦モンツァで発表され、2025年2月にカタロニア・サーキットで行われた全チームのテストデーを完了したときに初公開された。

## デザイン

### エンジン
エンジンはメカクローム製3.4 L (207 cu in) V6自然吸気エンジンを搭載。

### タイヤ
ピレリが引き続きFIA F3のオフィシャルタイヤパートナー・サプライヤーとして使用され、ホイールサイズが13インチから16インチに変更された。

### ギアボックス
GP3時代（GP3/10）より供給してきたヒューランドに代わり、3Mo社に変更された。